# Arisaema pattaniense
Arisaema pattaniense är en kallaväxtart som beskrevs av François Gagnepain. Arisaema pattaniense ingår i släktet Arisaema och familjen kallaväxter. Inga underarter finns listade.